# Sân bay Southampton
Sân bay Southampton (IATA: SOU, ICAO: EGHI) là sân bay thứ 20 lớn nhất ở Anh, nằm 3,5 NM (6,5 km; 4,0 dặm) về phía bắc đông bắc của Southampton, ở Borough Eastleigh trong Hampshire, Anh.
Sân bay này thuộc sở hữu và điều hành bởi BAA, cũng sở hữu và điều hành năm sân bay khác của Anh, và là thuộc sở hữu của ADI Limited, một tập đoàn quốc tế, bao gồm Caisse de dépôt et placement du Québec và GIC Special Investments, đó là dẫn đầu là Ferrovial Group Tây Ban Nha.
Sân bay đã phục vụ 1.733.690 lượt hành khách trong năm 2010, giảm 3,1% so với năm 2009. Sân bay Southampton có một Giấy phép CAA Aerodrome công đã sử dụng (Số p690) cho phép các chuyến bay vận chuyển hành khách công cộng hoặc hướng dẫn bay.

## Hãng hàng không và tuyến bay
| Hãng hàng không               | Các điểm đến |
| ----------------------------- | --- |
| Air France vận hành bởi Flybe | Paris-Orly |
| Aurigny Air Services          | Alderney |
| Blue Islands                  | Guernsey, Jersey |
| Eastern Airways               | Aberdeen, Leeds Bradford Theo mùa: Dijon |
| Flybe                         | Alicante, Amsterdam, Belfast City, Bergerac, Brussels, Beziers, Dublin, Dusseldorf, Edinburgh, Frankfurt, Glasgow-International, Guernsey, Hanover, Isle of Man, Jersey, La Rochelle, Leeds Bradford, Limoges, Malaga, Manchester, Newcastle, Paris-Orly, Rennes, Salzburg Theo mùa: Avignon, Berne, Bordeaux, Brest, Chambery, Clermont-Ferrand, Faro, Geneva, Inverness, Nice, Palma (Majorca), Pau, Perpignan, Verona Thuê chuyến theo mùa: Chambery, Kittilä, Salzburg, Verona |
| Isles of Scilly Skybus        | Isles of Scilly |
| Thomas Cook operated by Flybe | Theo mùa: Ibiza, Minorca, Palma de Majorca |